# Кастер Семења
Кастер Семења (афр. Caster Semenya; рођ. Полокване, Јужноафричка Република, 7. јануар 1991) je атлетичарка из Јужноафричке Републике, специјализовала се за дисциплину 800 м. Трчи и дисциплину на 1.500 метара. Освајачица златне медаље на Олимпијским играма у Рију 2016. године. Семења је двострука олимпијска победница и трострука светска првакиња.
Семења је биолошки мушкарац који има ретко генетско обољење дефицит 5-алфа дехидрогеназе. На рођењу јој је утврђено постојање женских гениталија па је самим тим у матичне књиге заведена и одгајана као женско.

## Лични рекорди
- 400 м: 50.40
- 800 м: 1:55.17
- 1500 м: 4:01.99